# هالبه
هالبه (به آلمانی: Halbe) یک شهر در آلمان است که در دامه-اشپریوالد واقع شده‌است. هالبه ۲٬۲۱۹ نفر جمعیت دارد.